# Service d’adresse mondial
 (juillet 2022).
La mise en forme du texte ne suit pas les recommandations de Wikipédia : il faut le « wikifier ».
Les points d'amélioration suivants sont les cas les plus fréquents. Le détail des points à revoir est peut-être précisé sur la page de discussion.
- Les titres sont pré-formatés par le logiciel. Ils ne sont ni en capitales, ni en gras.
- Le texte ne doit pas être écrit en capitales (les noms de famille non plus), ni en gras, ni en italique, ni en « petit »…
- Le gras n'est utilisé que pour surligner le titre de l'article dans l'introduction, une seule fois.
- L'italique est rarement utilisé : mots en langue étrangère, titres d'œuvres, noms de bateaux, etc.
- Les citations ne sont pas en italique mais en corps de texte normal. Elles sont entourées par des guillemets français : « et ».
- Les listes à puces sont à éviter, des paragraphes rédigés étant largement préférés. Les tableaux sont à réserver à la présentation de données structurées (résultats, etc.).
- Les appels de note de bas de page (petits chiffres en exposant, introduits par l'outil «  Source ») sont à placer entre la fin de phrase et le point final[comme ça].
- Les liens internes (vers d'autres articles de Wikipédia) sont à choisir avec parcimonie. Créez des liens vers des articles approfondissant le sujet. Les termes génériques sans rapport avec le sujet sont à éviter, ainsi que les répétitions de liens vers un même terme.
- Les liens externes sont à placer uniquement dans une section « Liens externes », à la fin de l'article. Ces liens sont à choisir avec parcimonie suivant les règles définies. Si un lien sert de source à l'article, son insertion dans le texte est à faire par les notes de bas de page.
- La présentation des références doit suivre les conventions bibliographiques. Il est recommandé d'utiliser les modèles {{Ouvrage}}, {{Chapitre}}, {{Article}}, {{Lien web}} et/ou {{Bibliographie}}. Le mode d'édition visuel peut mettre en forme automatiquement les références.
- Insérer une infobox (cadre d'informations à droite) n'est pas obligatoire pour parachever la mise en page.

Pour une aide détaillée, merci de consulter Aide:Wikification.
Si vous pensez que ces points ont été résolus, vous pouvez retirer ce bandeau et améliorer la mise en forme d'un autre article.
Le service d'adresse mondial, abréviation : sedamo, est un service basé sur Internet permettant l'échange et la traduction d'adresses postales, en particulier pour les pays ayant une écriture non latine (telle que le chinois, le japonais ou le coréen). Chaque adresse postale reçoit un code unique de 8 lettres, le code d'adresse sedamo, qui peut être utilisé pour rechercher l'adresse d'origine à l'aide d'un script natif.

## Contexte
Les résidents en dehors de l'Asie (les Européens et les Américains, par exemple) ne peuvent souvent pas écrire les adresses postales des pays asiatiques (par exemple, la Chine, le Japon, la Corée) dans la langue du pays de destination.
Bien que des solutions de contournement existent (comme écrire l'adresse dans une transcription latine), elles sont sujettes aux erreurs et ralentissent la livraison du courrier pour deux raisons :
(1) Une transcription latine du chinois, du japonais, du thaï, etc. contient des ambiguïtés ; une adresse romanisée ne peut pas être retraduite dans la langue d'origine.
(2) Les facteurs à destination ne sont pas habitué à lire des adresses dans un alphabet étranger (latin). (Comparez la situation d'un facteur français qui a dû déchiffrer une adresse écrite en translittération chinoise.)
Le service d´adresse mondial permet d'échanger des adresses correctement écrites et formatées de manière simple : l'adresse peut être affichée sur le site sedamo sous forme d'image (bitmap) et imprimée directement sur une enveloppe ou une étiquette. L'expéditeur n'a pas besoin d'installer de logiciel spécial ou de jeux de caractères étrangers pour cela.
Le service d'adresse mondial est géré par le Cross-Cultural Communication Club (CCCC), une organisation caritative enregistrée à Londres (Royaume-Uni). L'utilisation de sedamo est gratuite ; les frais de fonctionnement sont couverts par des dons.

## Utilisation
Dans un premier temps, le destinataire recherche le code d'adresse sedamo pour sa propre adresse. Il transmet ce code à l'expéditeur.
Dans un second temps, l'expéditeur utilise ce code pour imprimer l'adresse étrangère dans un format international (comme recommandé par l'Union Postale Universelle). Le système sedamo génère également une forme transcrite de l'adresse. Cette écriture latine peut être utilisée pour les services express qui n'acceptent que les adresses en écriture latine.

## Le code d'adressesedamo
Le code d'adresse sedamo se compose de huit lettres, par exemple CT-QP-ED-TP (c'est le code pour le hall des prières pour la récolte dans le Temple du Ciel à Pékin, République populaire de Chine). Les traits d'union ne servent qu'à une meilleure lisibilité et peuvent être omis. Le code se compose des lettres latines sauf "I" (qui pourrait être confondu avec "1"), N (similaire à "M"), "O" ("0"), "S" ("5"), "V" ("U" ou "W") et "Z" ("2").
Le code comprend un clé de contrôle ; de simples erreurs comme une seule lettre erronée ou l'interversion de deux lettres ne se traduisent pas par une adresse erronée mais par un message d'erreur. Les adresses voisines reçoivent également des codes très différents pour éviter toute confusion.
Une double flèche permet de distinguer le code expéditeur et destinataire : AA-AA-AA-AA >> CT-QP-ED-TP. À des fins d'automatisation, le CCCC recommande d'imprimer en tant que Code 39 (Code-barres) avec un "%+" (signe de pour cent et signe plus) avant le code du destinataire et un " %- " (signe de pour cent et signe moins) avant le code de l'expéditeur sans utiliser de tirets. Pour l'exemple ci-dessus : *%-AAAAAAAA%+CTQPEDTP* ou *%+CTQPEDTP%-AAAAAAAA*

## Services basés sursedamo
- eMail2address

Le site eMail2address.com vous permet de lier votre propre adresse e-mail au code d'adresse sedamo. Après l'enregistrement, l'adresse e-mail (adresse électronique) peut être utilisée pour trouver le code d'adresse sedamo (et donc l'adresse postale/physique).
- logiciel basé sur sedamo

Le Cross-Cultural Communication Club (CCCC), l'opérateur de sedamo, offre un accès API aux développeurs de logiciels pour accéder à la base de données sedamo. Ce logiciel peut être utilisé pour rechercher des adresses et imprimer des étiquettes de publipostage et des étiquettes de colis.

## Exemples d'utilisation
Les codes d'adresse sedamo sont utilisés dans le livre "ChinaBridgeBUSINESS", un guide d'investissement trilingue pour la Chine et l'Europe : les adresses des bureaux, des associations professionnelles, etc. ne sont qu'une donnée de la transcription latine, et le lecteur peut récupérer l'adresse naturelle comme décrit ci-dessus.
L'app "ChinaBridgeMOBILE" permet d'utiliser les codes sedamo pour enregistrer des adresses sur un smartphone et afficher offline en cas de besoin, par ex. lors de la communication avec le chauffeur de taxi. Cela facilite les déplacements individuels sans connaissance de la langue locale.

## Liens Internet
- site du service d´adresse mondial

- site web eMail2address.com

## Indication des sources
1. ↑  Technical Documentation of the service d'adresse mondial, sedamo version: 1, document version: 15. published by: Cross-Cultural Communication Club, Ltd., London, UK. (PDF file: http://sedamo.info/static/sedamo_technical_documentation.pdf)
2. ↑  ChinaBridgeBUSINESS, DAIBOLA Trade Ltd,  (ISBN 9780956324023)
3. ↑  ChinaBridgeMOBILE, DAIBOLA Trade Ltd